# Virginia Slims of Dallas
Il Virginia Slims of Dallas è stato un torneo femminile di tennis giocato dal 1972 al 1989. ISi è disputato a Dallas negli USA su campi in sintetico indoor. Nel 1973 ha preso il nome di Maureen Connolly Memorial Dallas perché non appartenente al Virginia Slims Tour.
La ceca Martina Navrátilová detiene il record sia nel singolare sia nel doppio, che nel totale delle discipline.

## Albo d'oro

### Singolare
| Anno | Campionessa                 | Finalista               | Punteggio     |
| ---- | --------------------------- | ----------------------- | ------------- |
| 1972 | Nancy Richey                | Billie Jean King        | 7–6, 6–1      |
| 1973 | Virginia Wade (1)           | Evonne Goolagong        | 6–4, 6–1      |
| 1974 | Chris Evert (1)             | Virginia Wade           | 7–5, 6–2      |
| 1975 | Virginia Wade (2)           | Martina Navrátilová     | 2–6, 7–6, 6–3 |
| 1976 | Evonne Goolagong Cawley (1) | Martina Navrátilová     | 6–1, 6–1      |
| 1977 | Sue Barker                  | Terry Holladay          | 6–1, 7–6      |
| 1978 | Evonne Goolagong Cawley (2) | Tracy Austin            | 4–6, 6–0, 6–2 |
| 1979 | Martina Navrátilová (1)     | Chris Evert-Lloyd       | 6–4, 6–4      |
| 1980 | Martina Navrátilová (2)     | Evonne Goolagong Cawley | 6–3, 6–2      |
| 1981 | Martina Navrátilová (3)     | Pam Shriver             | 6–2, 6–4      |
| 1982 | Martina Navrátilová (4)     | Mima Jaušovec           | 6–3, 6–2      |
| 1983 | Martina Navrátilová (5)     | Chris Evert-Lloyd       | 6–4, 6–0      |
| 1984 | Hana Mandlíková             | Kathy Jordan            | 7–6, 3–6, 6–1 |
| 1985 | Martina Navrátilová (6)     | Chris Evert-Lloyd       | 6–3, 6–4      |
| 1986 | Martina Navrátilová (7)     | Chris Evert-Lloyd       | 6–2, 6–1      |
| 1987 | Chris Evert-Lloyd (2)       | Pam Shriver             | 6–1, 6–3      |
| 1988 | Martina Navrátilová (8)     | Pam Shriver             | 6–0, 6–3      |
| 1989 | Martina Navrátilová (9)     | Monica Seles            | 7–6, 6–3      |

### Doppio
| Anno | Campionesse                                    | Finaliste                           | Punteggio     |
| ---- | ---------------------------------------------- | ----------------------------------- | ------------- |
| 1972 | Rosemary Casals Billie Jean King (1)           | Judy Tegart Françoise Dürr          | 6–3, 4–6, 7–5 |
| 1973 | Evonne Goolagong Janet Young                   | Gail Sherriff Virginia Wade         | 6–3, 6–2      |
| 1974 | María-Isabel Fernández Martina Navrátilová (1) | Karen Krantzcke Virginia Wade       | 6–3, 3–6, 6–3 |
| 1975 | Françoise Dürr Betty Stöve (1)                 | Julie Anthony Mona Schallau         | 7–6, 6–2      |
| 1976 | Mona Schallau Ann Kiyomura                     | Marita Redondo Greer Stevens        | 6–3, 4–6, 6–4 |
| 1977 | Martina Navrátilová (2) Betty Stöve (2)        | Kerry Reid Greer Stevens            | 6–2, 6–4      |
| 1978 | Martina Navrátilová (3) Anne Smith (1)         | Evonne Goolagong Cawley Betty Stöve | 6–3, 7–6      |
| 1979 | Martina Navrátilová (4) Anne Smith (2)         | Chris Evert-Lloyd Rosemary Casals   | 7–6, 6–2      |
| 1980 | Billie Jean King (2) Martina Navrátilová (5)   | Rosemary Casals Wendy Turnbull      | 4–6, 6–3, 6–3 |
| 1981 | Martina Navrátilová (6) Pam Shriver (1)        | Kathy Jordan Anne Smith             | 7–5, 6–4      |
| 1982 | Martina Navrátilová (7) Pam Shriver (2)        | Billie Jean King Ilana Kloss        | 6–4, 6–4      |
| 1983 | Martina Navrátilová (8) Pam Shriver (3)        | Rosemary Casals Wendy Turnbull      | 6–3, 6–2      |
| 1984 | Leslie Allen Anne White (1)                    | Sandy Collins Elizabeth Sayers      | 6–4, 5–7, 6–2 |
| 1985 | Barbara Potter Sharon Walsh                    | Marcella Mesker Pascale Paradis     | 5–7, 6–4, 7–6 |
| 1986 | Claudia Kohde Kilsch Helena Suková             | Hana Mandlíková Wendy Turnbull      | 4–6, 7–5, 6–4 |
| 1987 | Mary Lou Daniels Anne White (2)                | Elise Burgin Robin White            | 7–5, 6–3      |
| 1988 | Lori McNeil Eva Pfaff                          | Gigi Fernández Zina Garrison        | 2–6, 6–4, 7–5 |
| 1989 | Mary Joe Fernández Betsy Nagelsen              | Elise Burgin Rosalyn Fairbank       | 7–6, 6–3      |